# Рокжозеро (приток Онды)
Рокжозеро (в среднем течении — Пяльга, в верховье — Койву) — река в России, протекает по Муезерскому району Республики Карелии. Устье реки находится в 104 км по правому берегу реки Онда. Длина реки — 48 км, площадь водосборного бассейна — 396 км².
В 26 км от устья, по левому берегу реки впадает река Чапари.
Исток — выше 185,5 м над уровнем моря. Высота устья — 119,5 м над уровнем моря.

## Бассейн
Река Рокжозеро протекает через озёра:
- Рокжозеро
- Пяльгозеро
- Евжозеро

Также к бассейну реки относятся озёра Шуоярви и Унусозеро и реки Чапари и Гонгузоя.

## Данные водного реестра
По данным государственного водного реестра России относится к Баренцево-Беломорскому бассейновому округу, водохозяйственный участок реки — Нижний Выг от Выгозерского гидроузла и до устья. Речной бассейн реки — бассейны рек Кольского полуострова и Карелии, впадает в Белое море.